# Mammillaria polyedra
Mammillaria polyedra är en kaktusväxtart som beskrevs av Carl Friedrich Philipp von Martius. Mammillaria polyedra ingår i släktet Mammillaria och familjen kaktusväxter. Inga underarter finns listade i Catalogue of Life.

## Bildgalleri

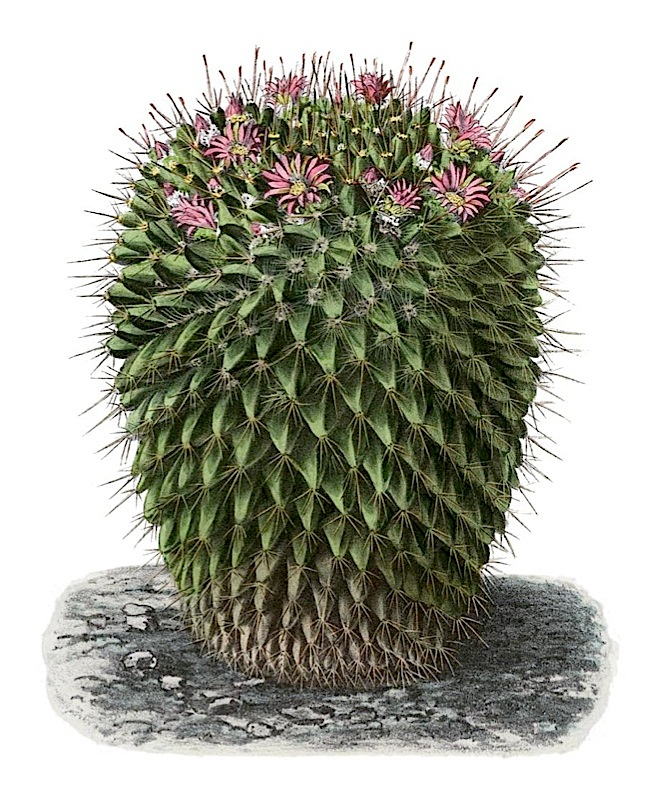
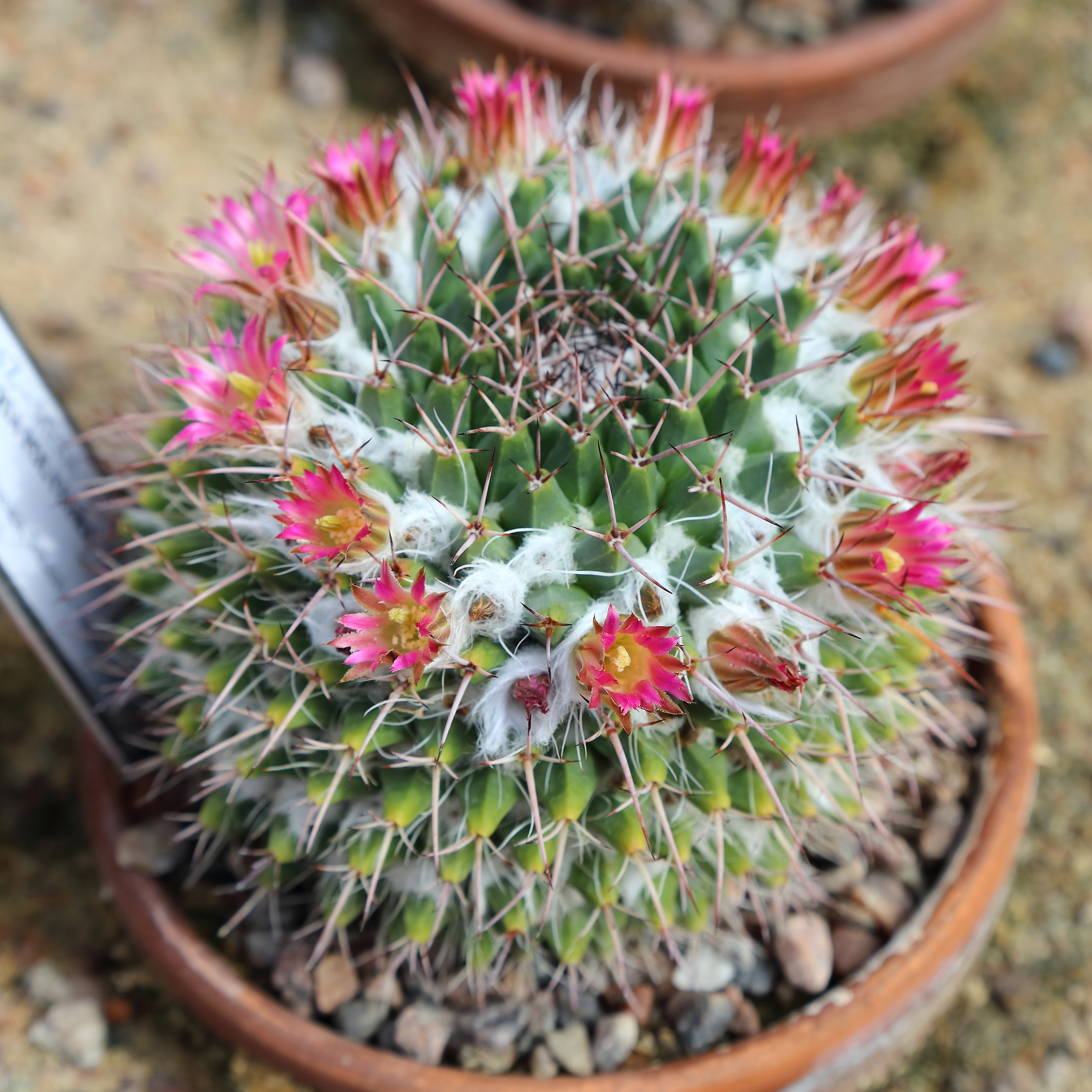